# Juan Morales (Radsportler)
Juan de Dios Morales Ávila (* 19. Mai 1949 in Tenza, Departamento de Boyacá) ist ein ehemaliger kolumbianischer Radrennfahrer.

## Sportliche Laufbahn
Morales war Straßenradsportler und Teilnehmer der Olympischen Sommerspiele 1972 in München. Im olympischen Straßenrennen kam er auf den 66. Rang.
1978 gewann er die nationale Meisterschaft im Straßenrennen, 1979 wurde er Zweiter. 1973 wurde er Gesamtsieger des Etappenrennens Clásico Radio Cadena Nacional (RCN), 1972 wurde er Zweiter hinter Albeiro Mejía. Die Vuelta a Antioquia gewann er 1973 mit einem Etappensieg.
In der Vuelta a Columbia belegte er 1972 den 5. und 1973 den 4. Platz. 1973 holte er zwei Etappensiege, 1975 einen, 1977 wieder zwei. 1978 gewann er erneut zwei Etappen, 1979 war er einmal erfolgreich. Weitere Etappensiege holte er in den Rennen Vuelta a Cundinamarca 1975 und Carrera Transpeninsular 1975 und 1977.